# Màquina molecular
Una màquina molecular, o nanomàquina, és un discret nombre de components moleculars que han estat dissenyats per dur a terme moviments mecànics (de sortida), en resposta a determinats estímuls (entrada).
Sovint s'aplica en general a les molècules que simplement imiten funcions en el nivell macroscòpic. El terme també és comú en la nanotecnologia, i un nombre molt complex de màquines moleculars s'han proposat per aconseguir l'objectiu de construir un assemblador molecular. Les màquines moleculars poden dividir-se en dues grans categories: les sintètiques i les biològiques.
Els sistemes moleculars que són capaços de canviar un producte químic o procés mecànic fora d'equilibri representen potencialment una important branca de la química i la nanotecnologia. Per definició, aquests tipus de sistemes són exemples de màquines moleculars, atès que el gradient generat a partir d'aquest procés és capaç de dur a terme una labor útil.

## Història
Hi ha dos experiments de pensament que formen la base històrica de les màquines moleculars: el dimoni de Maxwell i el trinquet de Feynman (o trinquet brownià). El dimoni de Maxwell està ben descrit en altres llocs, i una interpretació lleugerament diferent del trinquet de Richard Feynman es dona aquí.

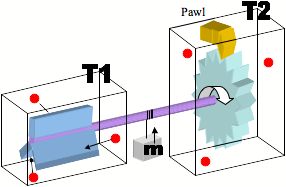
Esquema del trinquet de Feynman.

Imagini un sistema molt petit de dos rems o arts connectats per un eix rígid i que és possible mantenir aquests dos rems en dues diferents temperatures. Un dels arts de pesca (en T2) té un trinquet que es rectifica el sistema de moviment, i per tant, l'eix només pot moure's en una rotació cap a la dreta, i en fer-ho, es podria aixecar un pes (m) a l'alça a trinquet. Ara imagini si la paleta en la casella T1 va ser en un medi ambient molt més calent que l'art en la casella T2, que s'espera que l'energia cinètica de les molècules de gas (cercles vermells) en copejar la paleta en T1 seria molt més alta que la molècules de gas copejant la palanca de canvi en T2. Per tant, amb menor energia cinètica dels gasos en T2, hi hauria molt poca resistència per part de les molècules en col·lisió amb la palanca de canvis estadísticament en l'adreça oposada. A més, el trinquet permetria direccionalidad, i lentament amb el temps, l'eix de rotació i de trinquet, l'aixecament del pes (m).

## Idees modernes
A diferència del moviment macroscòpic, els sistemes moleculars estan constantment sotmesos a importants propostes dinàmiques subjectes a les lleis de la mecànica browniana (o moviment brownià) i, com a tal, aprofitant el moviment molecular és molt més un procés difícil. En el nivell macroscòpic, moltes màquines funcionen en la fase gasosa i, sovint, la resistència de l'aire és descurada, ja que és insignificant, però per analogia d'un sistema molecular brownià en un medi ambient, el moviment molecular és similar «a caminar en un huracà», o la «natació en la melassa». El fenomen de moviment brownià (observada per Robert Brown en 1827) més tard va ser explicat per Albert Einstein en 1905. Einstein va descobrir que el moviment brownià és una conseqüència de l'escala i no la naturalesa dels voltants. En la mesura en què l'energia tèrmica s'aplica a una molècula, que serà objecte del moviment brownià amb l'energia cinètica que correspongui a la temperatura. Per tant, igual que l'estratègia de Feynman, quan el disseny d'una màquina molecular, sembla raonable utilitzar el moviment brownià en lloc d'intentar lluitar contra ell.
Les màquines moleculars solen tenir parts mòbils. No obstant això, mentre que les màquines macroscòpiques a les quals ens enfrontem en la vida quotidiana poden proporcionar la inspiració per a màquines moleculars, és enganyós cridar a les analogies entre el seu disseny de l'estratègia de la dinàmica de les grans i petites escales de longitud perquè són massa diferents. L'aprofitament del moviment brownià per fer màquines a nivell molecular està regulada per la segona llei de la termodinàmica, sovint amb les seves conseqüències no intuïtives, i com a tal, necessitem una altra font d'inspiració.
Encara que és un procés difícil per aprofitar el moviment brownià, la naturalesa ens ha proporcionat amb diversos plànols de moviment molecular per realitzar un treball útil. La naturalesa ha creat moltes estructures per compartimentar els sistemes moleculars, per tant, no la creació de diferents distribucions d'equilibri; la membrana de la cèl·lula és un excel·lent exemple. Les barreres lipofíliqueas fan ús d'una sèrie de diferents mecanismes per poder moure's d'un compartiment a un altre.

## Exemples de màquines moleculars
Des d'una perspectiva de síntesi, hi ha dos importants tipus de màquines moleculars: interruptors moleculars (o llançadores) i motors moleculars. La principal diferència entre els dos sistemes és que un canvi influeix en un sistema com una funció d'estat, mentre que un motor d'un sistema d'influències en funció de la trajectòria. Un switch (o servei) poden aparèixer a sotmetre a traslacional moció, però un canvi de tornar a la posició original desfà qualsevol efecte mecànic i allibera energia en el sistema. A més, els interruptors no poden utilitzar la energia química a la utilització repetitiva de la unitat i progressivament un sistema fora d'equilibri on un motor pot.
Des d'una perspectiva de síntesi, hi ha dos importants tipus de màquines moleculars: els interruptors moleculars (o llançadores) i els motors moleculars. La principal diferència entre els dos sistemes és que un canvi influeix en un sistema com una funció d'estat, mentre que un motor d'un sistema d'influències en funció de la trajectòria. Un switch (o servei) poden aparèixer a sotmetre's a traslacional moció, però un canvi per tornar a la seva posició original desfà qualsevol efecte mecànic i allibera energia en el sistema. A més a més, els interruptors no poden utilitzar l'energia química a la utilització repetitiva de la unitat i progressivament un sistema fora d'equilibri on un motor pot.

### Sintètics
Existeixen diverses màquines moleculars generades en el laboratori
- Els motors moleculars són capaços de rotar unidireccionalment.
- Les llançadores moleculars poden expel·lir fluids quan rotan.
- Un interruptor molecular pot romandre en estats diferents de forma reversible en resposta a estímuls.
- Les pinces moleculars són molècules capaces de plegar altres elements. Existeixen màquines d'ADN generades a tal fi.[3]
- Els sensors moleculars poden interaccionar amb un anàlit per produir un canvi detectable.[4] Molecular sensors combini molecular recognition with some form of reporter, sota the presence of the item ca be observed.